# Aldama 1ra. Sección
Aldama 1ra. Sección är en ort i Mexiko.   Den ligger i kommunen Juárez och delstaten Chiapas, i den sydöstra delen av landet, 700 km öster om huvudstaden Mexico City. Aldama 1ra. Sección ligger 48 meter över havet och antalet invånare är 185.
Terrängen runt Aldama 1ra. Sección är platt. Runt Aldama 1ra. Sección är det ganska glesbefolkat, med 27 invånare per kvadratkilometer. Närmaste större samhälle är Pueblo Juárez, 3,9 km söder om Aldama 1ra. Sección. Trakten runt Aldama 1ra. Sección består till största delen av jordbruksmark.